# Martin Campbell
Martin Campbell (Hastings (Nieuw-Zeeland), 24 oktober 1943) is een Nieuw-Zeelandse regisseur. Zijn filmloopbaan begon toen hij verhuisde naar Londen, waar hij begon als cameraman. Zijn carrière als regisseur begon enkele jaren later met de populaire Engelse televisieserie The Professionals. Later regisseerde hij Shoestring en Minder. De eerste Hollywoodfilm die Campbell regisseerde was Criminal Law. Later volgde bekendere films zoals GoldenEye (1995) uit de James Bondserie en The Mask of Zorro (1998). Ook regisseerde hij in 2006 de James Bondfilm Casino Royale.

## Filmografie
- Memory (2022)
- The Protégé (2021)
- The Foreigner (2017)
- Green Lantern (film) (2011)
- Edge of Darkness (2010)
- Casino Royale (2006)
- The Legend of Zorro (2005)
- Beyond Borders (2003)
- Vertical Limit (2000)
- The Mask of Zorro (1998)
- GoldenEye (1995)
- No Escape (1994)
- Criminal Law (1989)
- Intimate Games (1976, Uncredited)
- Eskimo Nell (1975)
- Three for All (1975)
- The Sex Thief (1973)

## Televisie
- Last Resort (2012; 1 aflevering)
- 10-8: Officers on Duty (2003-2004)
- Homicide: Life On The Street (1993) 1 aflevering
- Cast a Deadly Spell (1991)
- Screen Two (1986) 1 aflevering
- Edge of Darkness (1985)
- Charlie (1984) miniserie
- Reilly: The Ace of Spies(1983) 6 afleveringen
- Minder (1980) 2 afleveringen
- Shoestring (1979-1980) 1 aflevering
- The Professionals (1977-1983) 5 afleveringen

- Biblioteca Nacional de España: XX1169457
- Bibliothèque nationale de France: cb139859532 (data)
- Gemeinsame Normdatei: 120767848
- International Standard Name Identifier: 0000 0001 1951 2469
- Library of Congress Control Number: no99059221
- Nationale Bibliotheek van Tsjechië: js20051031023
- Nationale Bibliotheek van Israël: 987007457335705171
- Nationale Bibliotheek van Polen: a0000002848800
- Nederlandse Thesaurus van Auteursnamen: 073730009
- SNAC: w67w77jp
- Système universitaire de documentation: 077720318
- Virtual International Authority File: 76509623
- WorldCat: E39PBJdmjJjf9ktKxctwx6384q